# Beni di largo consumo

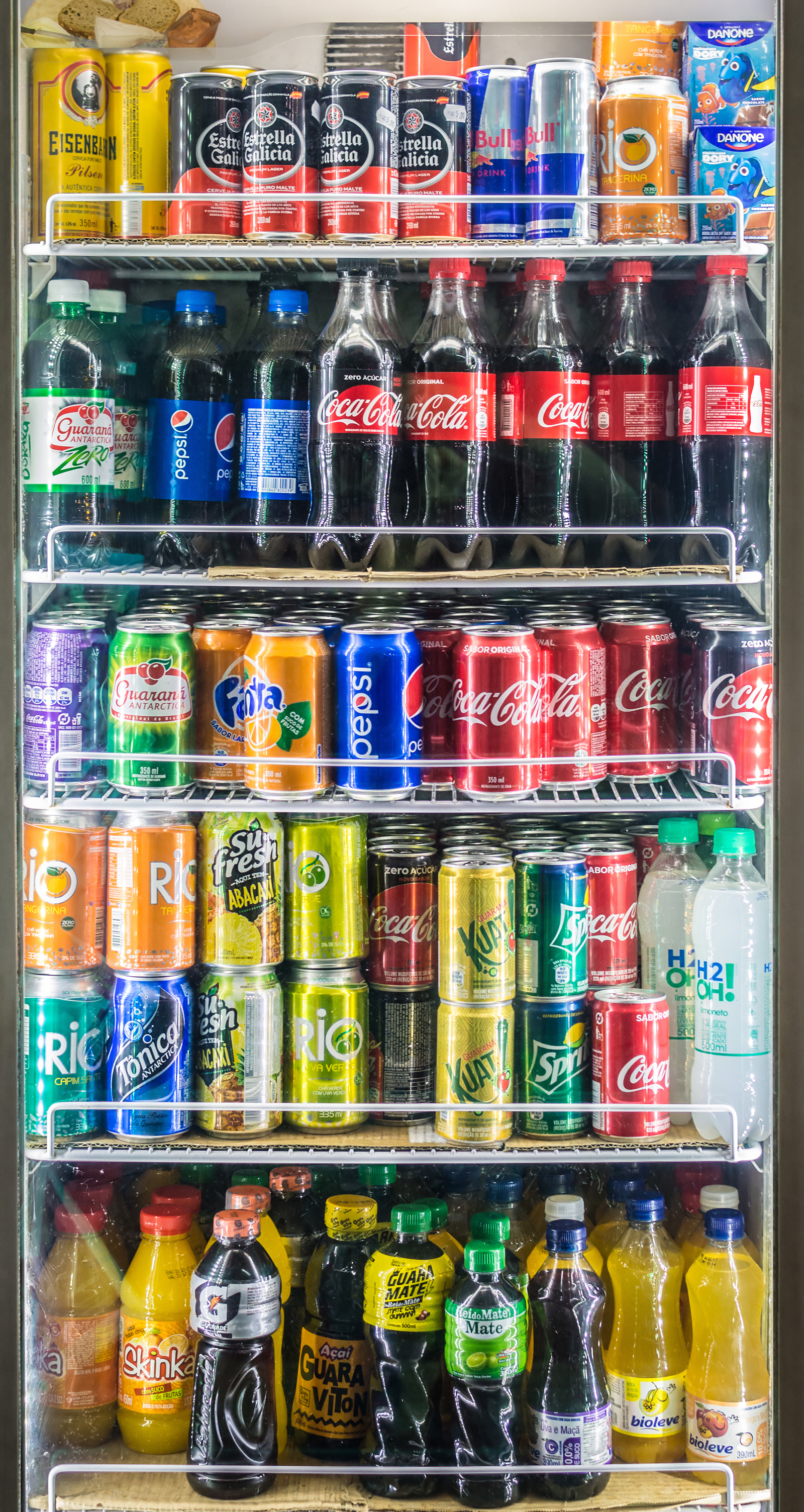
Le bibite sono beni di largo consumo

I beni di largo consumo sono quei prodotti realizzati e commercializzati in grandi quantità e a costo accessibile. 

## Il concetto classico
Il concetto classico di beni di consumo coincide con quelli relativi alla spesa domestica, come i generi alimentari e i prodotti per la cura della casa e della persona.
La diffusione di tali prodotti è stata direttamente collegata alla modernizzazione dei processi produttivi e, soprattutto, a quelli distributivi.
Infatti, a partire dal secondo Dopoguerra il crescente sviluppo delle insegne della moderna distribuzione alimentare, di grande e di piccolo formato, ha prodotto una generale riduzione del prezzo dei prodotti, aumentato la scelta e in generale il livello di servizio per il consumatore. Un effetto economico indotto dalla concorrenza tra le insegne della moderna distribuzione è il contenimento dell'inflazione e la difesa del potere di acquisto dai consumatori.

## Il concetto contemporaneo
A partire dagli anni Novanta per l'Italia, e prima ancora per gli altri Paesi dell'Europa occidentale, si sono ricreate le condizioni per l'affermazione anche di insegne moderne specializzate nella distribuzione non alimentare. Ciò ha ricreato, anche in quest'ambito, le condizioni per una riduzione dei prezzi e la grande diffusione di tali prodotti.
Per questo, l'accezione contemporanea di beni di consumo si è ampliata e comprende oggi quattro grandi categorie: I) alimentari e bevande; II) drogheria non alimentare (p.e. chimico casa, igiene persona, farmaco da banco, ecc.); III) abbigliamento, calzature e pelletteria, e IV) beni semidurevoli (elettrodomestici grandi e piccoli, elettronica di consumo, giocattoli, casalinghi, mobili e arredo, brico, ecc.).